# Stazione di Luogosano-San Mango sul Calore
Stazione di Luogosano-San Mango sul Calore vasútállomás Olaszországban, Luogosano településen.

## Vasútvonalak
Az állomást az alábbi vasútvonalak érintik:
- Avellino–Rocchetta Sant’Antonio-vasútvonal

## Kapcsolódó állomások
A vasútállomáshoz az alábbi állomások vannak a legközelebb:
- Taurasi railway halt
- Paternopoli railway station